# K25 〜KYOKO KOIZUMI ALL TIME BEST〜
『K25 〜KOIZUMI KYOKO ALL TIME BEST〜』(ケー25 〜コイズミキョウコ オールタイムベスト〜)は小泉今日子の16作目のベスト・アルバム。
2007年3月21日にビクターエンタテインメントから発売された。

## 解説
小泉今日子歌手デビュー25周年を記念して発売されたオールタイム・ベストアルバム。事前に実施したリクエストをもとに選曲された。

## 収録曲
1. あなたに会えてよかった
2. 木枯しに抱かれて
3. 優しい雨
4. なんてったってアイドル
5. 学園天国
6. The Stardust Memory
7. ヤマトナデシコ七変化
8. 夜明けのMEW
9. My Sweet Home
10. 迷宮のアンドローラ
11. 艶姿ナミダ娘
12. 水のルージュ
13. 月ひとしずく
14. まっ赤な女の子
15. ハートブレイカー (Short Version) / KYON²
16. 渚のはいから人魚
17. キスを止めないで
18. 魔女
19. あたしンちの唄
20. なんてったってアイドル (K25 Remix)